# ماري ليدي كابانيس بونفيس
ماري ليدي بونفيس، ني كابانيس (1837-1918) أول مصورة محترفة في الشرق الأوسط. أصلها من فرنسا، ونشطت في لبنان والمناطق المجاورة للإمبراطورية العثمانية في أواخر القرن التاسع عشر وأوائل القرن العشرين. أسست ليدي وزوجها، فيليكس بونفيس،"Maison Bonfils"، أول استوديو للتصوير الفوتوغرافي وأكثرها نجاحًا في ذلك الوقت في بيروت.

## النشأة والأسرية
تزوجت ليدي من فيليكس بونفيس في 27 أغسطس 1857 في كريسبان. أنجبا طفلاهما، فيليسي صوفي و بول فيليكس أدريان (المعروف باسم أدريان)، في عامي 1858 و 1861 على التوالي في سان هيبوليت دو فورت. كان فيليكس في الأصل مُجلِّدًا للكتب، لكن عندما تدخلت فرنسا في الحرب الأهلية عام 1860 بين المسيحيين والدروز في الشرق الأوسط، خدم ضمن الحملة العسكرية. افتتنت ليدي بحكايات لبنان التي رواها فيليكس عند عودته.
يقال إن فيليكس تعلم الطباعة بالطباعة الهليوغرافية من قبل أبيل نيبس دي سان فيكتور، وبحلول عام 1864، كان يدير مكتب طباعة في أليس.
أصيب أدريان بمرض خطير بسبب السعال الديكي، كان يعتقد أن تغير المناخ من شأنه أن يتسبب في تحسنه. لذلك، تقرر أن تأخذ ليدي ولدها أدريان إلى بيروت للتعافي، بسبب ذكريات فيليكس العزيزة عن لبنان ورغبة ليدي في رؤية المنطقة. حققت الرحلة نجاحًا كبيرًا، وفي عام 1867، انتقلت العائلة بأكملها من فرنسا إلى بيروت.

## مسار مهني ووظيفي
افتتح بونفيلز استوديو للتصوير الفوتوغرافي "ميزون بونفيس" في شارع جورج بيكو بمجرد وصولهم إلى بيروت. أنتجت ميزون بونفيس صورًا شخصية في الاستوديو ، ومشاهد توراتية، ومناظر طبيعية، وصور بانورامية.
كانت ليدي منخرطة بشكل كبير في المسؤليات الإدارية، والتي توسعت عندما افتتحت الشركة استوديوهات في القاهرة والإسكندرية، مع اتصالات بوكالة نيويورك. كما شاركت في تحضير الألبوم للمطبوعات. والذي يتضمن فصل بياض البيض عن صفار البيض، والتي قد تكون عملية طويلة وغير سارة. وفقًا لنجل أدريان، روجر بونفيس، عندما استقلت والدته سفينة الإجلاء لتغادر بيروت في عام 1916، صرخت "لا أريد أن أشم بيضة أخرى مرة أخرى!".
على الرغم من أن الصور المبكرة من ميزون بونفيس نُسبت عمومًا إلى فيلكس وحده، فقد عُرف لاحقا مشاركة ليدي و أدريان في جانب التصوير الفوتوغرافي للأعمال. كما كان لديهم عدد غير محدد من المساعدين. وجد المصورون في المنطقة صعوبة في العثور على أشخاص يرغبون في التصوير، ويرجع ذلك جزئيًا إلى القيود الدينية والثقافية المحلية بشأن التصوير الفوتوغرافي، وهذا ينطبق بشكل خاص على النساء. كامرأة، يُقال إن ليدي كانت مصورة أكثر قبولًا لنساء الشرق الأوسط. نظرًا لأنه كان يُعتقد أن المنطقة تشكل خطورة كبيرة على ليدي في التقاط صور خارج الاستوديو، فمن المحتمل أن يقتصر عملها على صور الاستوديو. ومع ذلك، قد يكون هناك دليل على أنها كانت مسؤولة عن بعض صور المناظر الطبيعية، كما يستشهد رجل الدين الإنجليزي صمويل مانينغ "مدام بونفيس بيروت" كمصدر للصور التوضيحية لفلسطين في كتابه عام 1874.
أدارت ليدي الاستوديو في غياب فيليكس عندما عاد إلى أليس عام 1876 لنشر مجموعات من صوره. غير اسم الاستوديو إلى شركة "F. Bonfils et Cie" عام 1878. عاد أدريان الآن إلى بيروت بعد إكمال دراسته في فرنسا، وتولى مسؤولية التصوير الفوتوغرافي خلال هذا الوقت. سافر فيليكس مرة أخرى إلى أليس لتأسيس مصنع طباعة على النمط الجرافيكي ‏ في عام 1880 وتوفي هناك في عام 1885.
ظل أدريان في الاستوديو حتى أوائل القرن العشرين، عندما غادر لافتتاح فندق في برمانا. بمساعدة زميله المصور أبراهام غيراغوسيان، واصلت ليدي إدارة الاستوديو بعد رحيل أدريان. في عام 1907، نشرت ليدي مجموعة من الصور الفوتوغرافية من الاستوديو في الفهرس العام للمناظر التصويرية للشرق.
توقفت مسيرة ليدي المهنية بسبب دخول الإمبراطورية العثمانية الحرب العالمية الأولى. أجليت مع عائلتها إلى القاهرة، حيث توفيت ودفنت عام 1918. بعد وفاة ليدي، اشترى جيوراجيسون ميزون بونفيس وأرشيفات بونفيس. مع ذلك بقي اتصال ليدي بالاستوديو، حيث استمر بالتوقيع بأسمها على صوره، "مصورة ليدي بونفيس، وخلف بيروت (سوريا) أ. غيراغوسيان".

## صور مختارة من ميزون بونفيس
رقمن أرشيف بونفيس في مشروع مشترك بين برنامج المحفوظات المهددة بالانقراض بالمكتبة البريطانية ومكتبة جافيت التذكارية، الجامعة الأمريكية في بيروت، في عام 2013. المجموعة متاحة على الإنترنت على موقع برنامج المحفوظات المهددة بالانقراض.

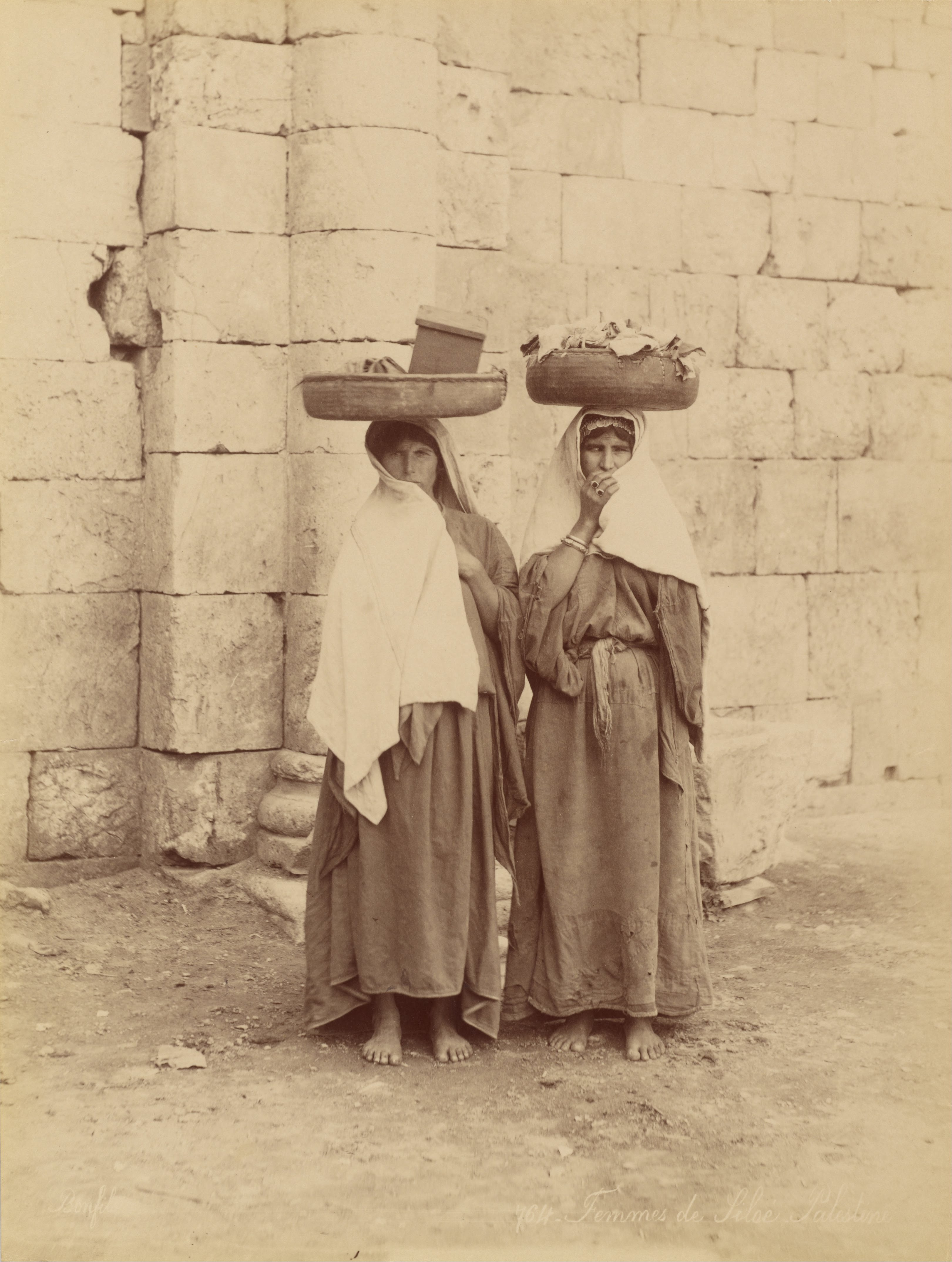
نساء سيلوي، فلسطين، ج. 1880
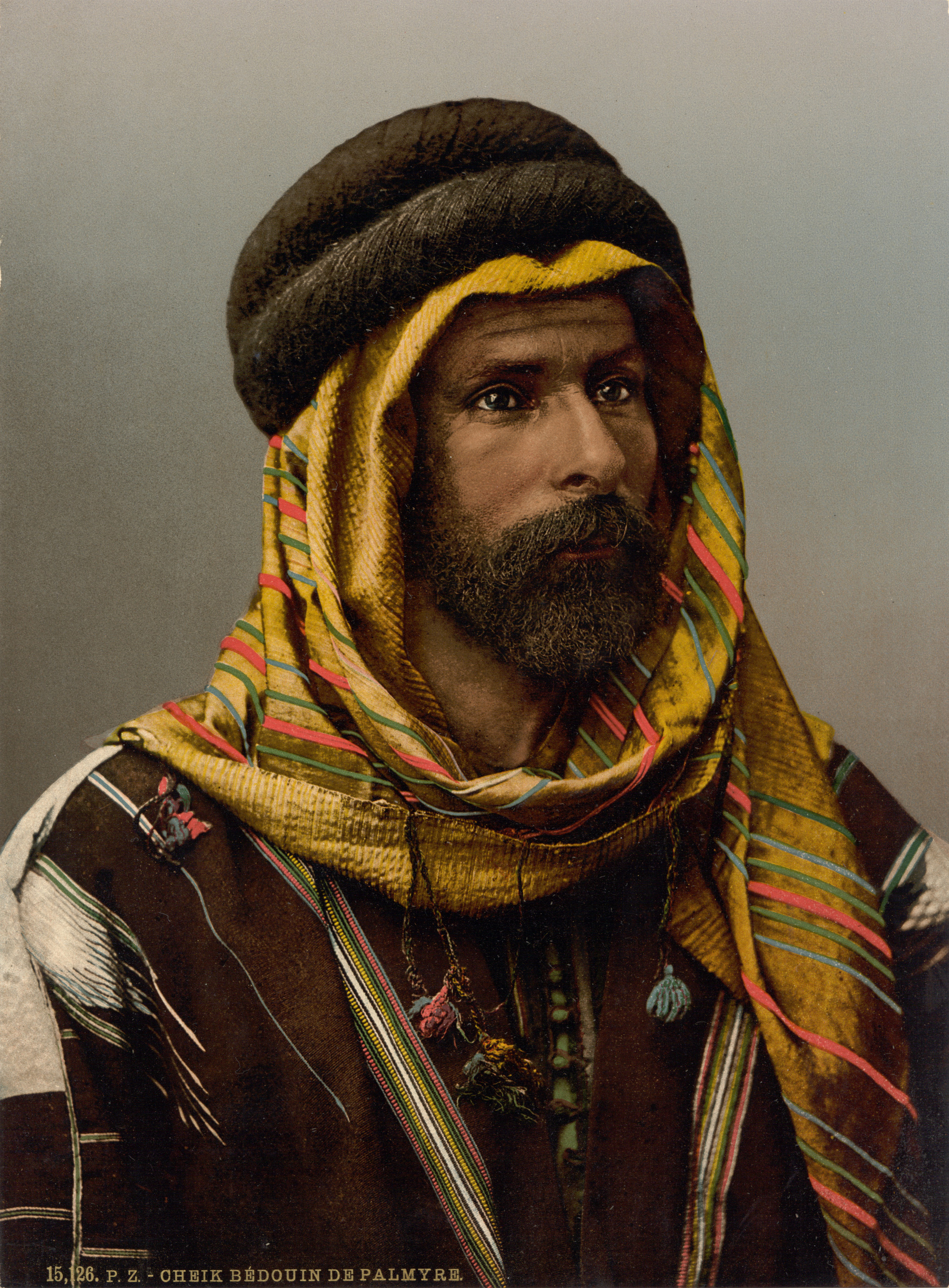
شيخ قبيلة بدوي لمدينة تدمر، فوتوكروم، 1880
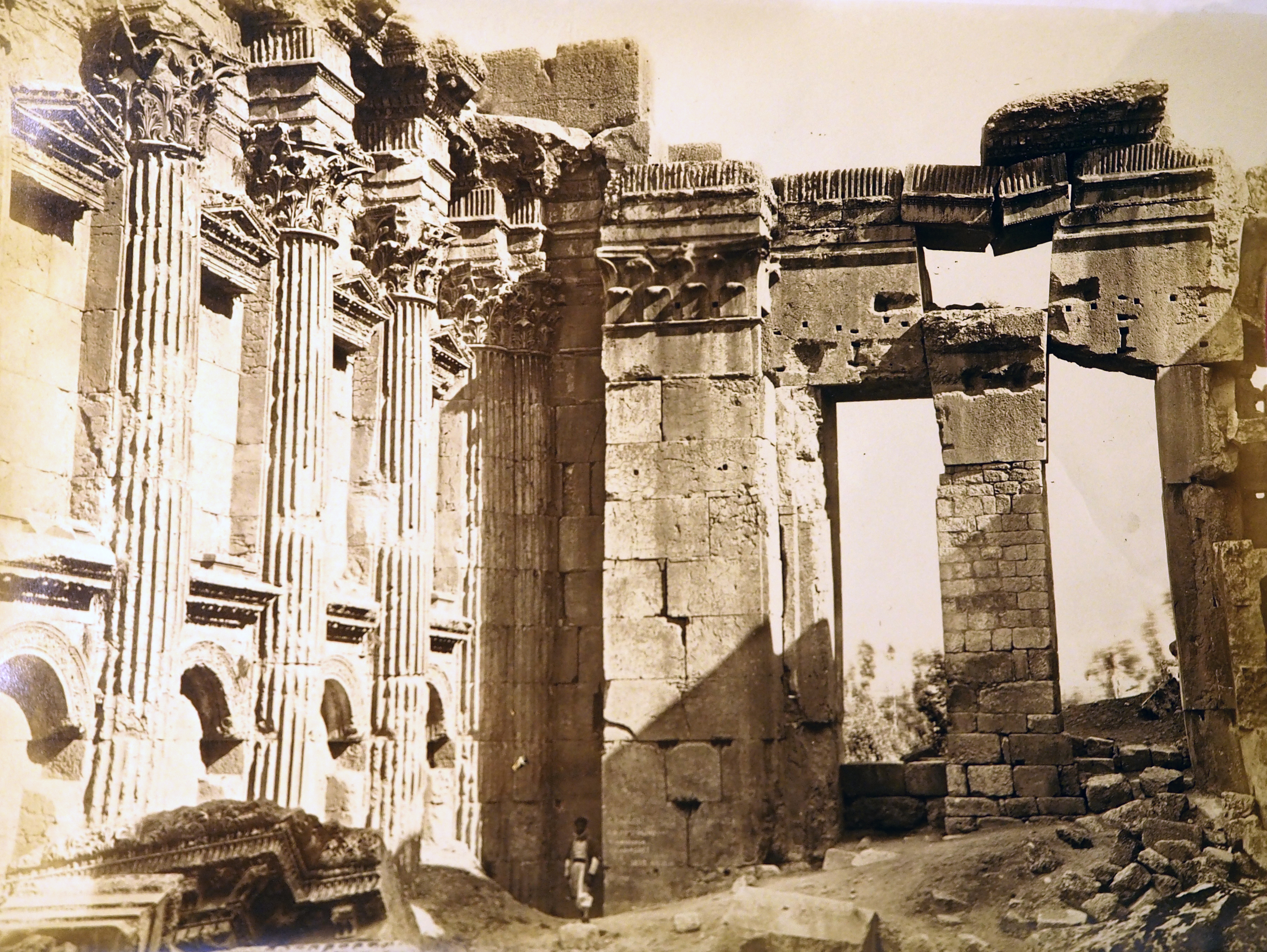
معبد جوبيتر، بعلبك
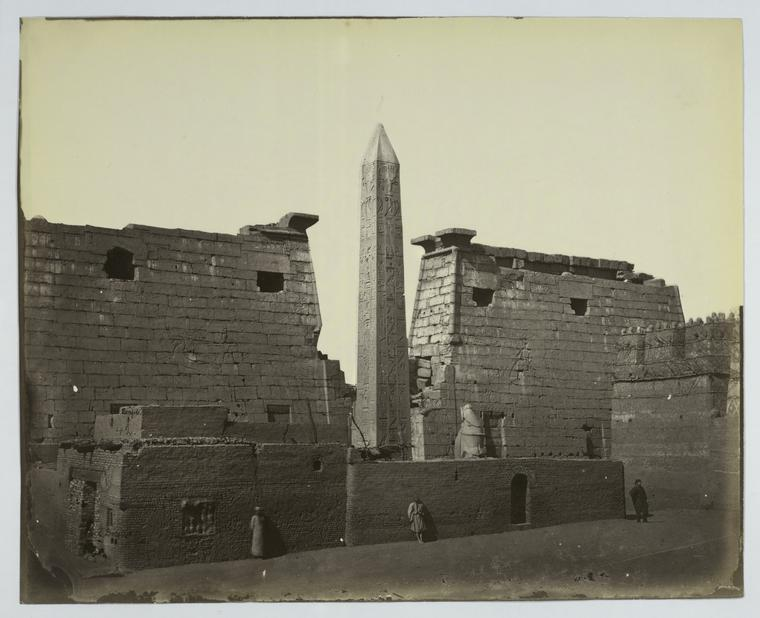
معبد الأقصر 1867
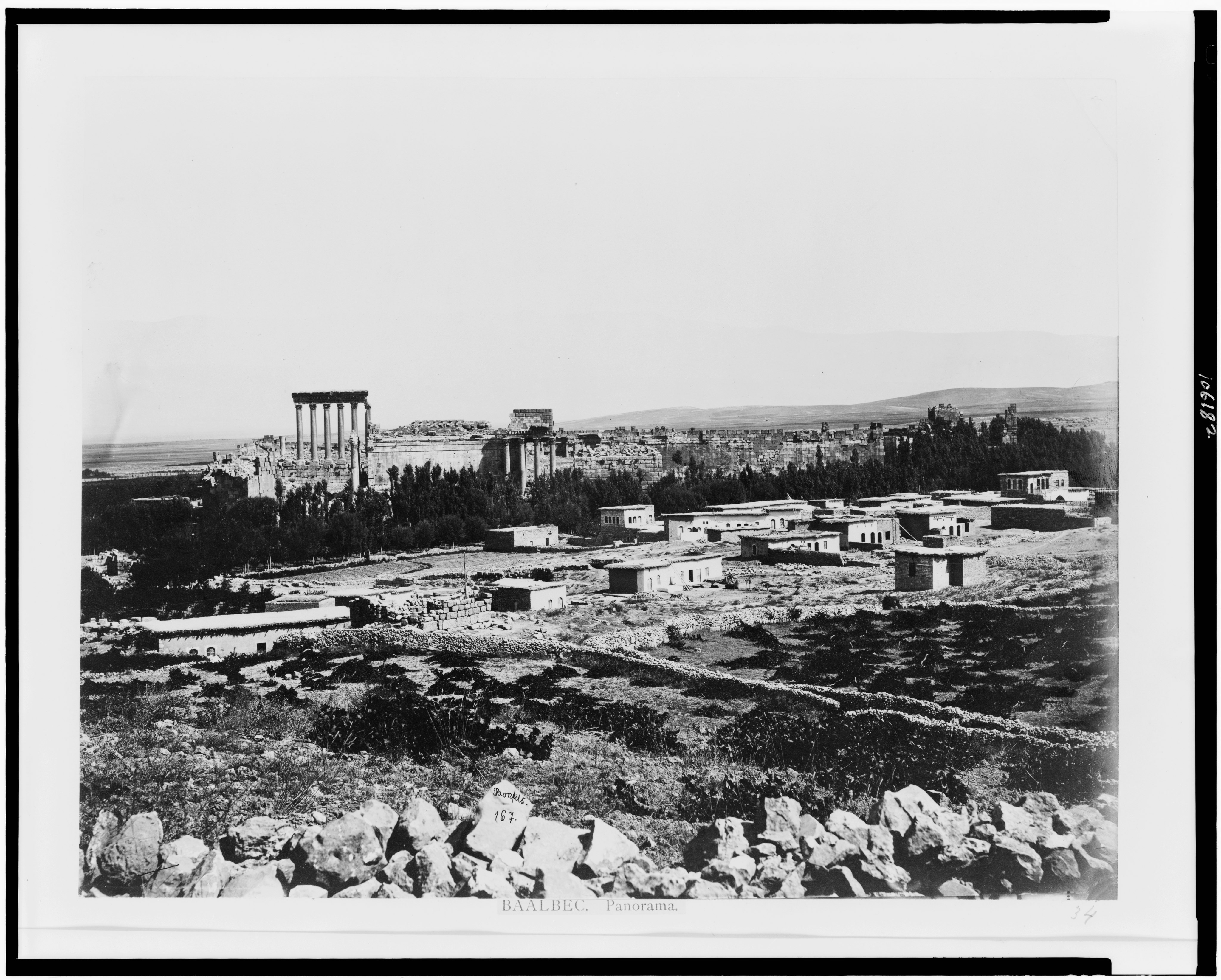
بانوراما بعلبك، ١٨٧٠
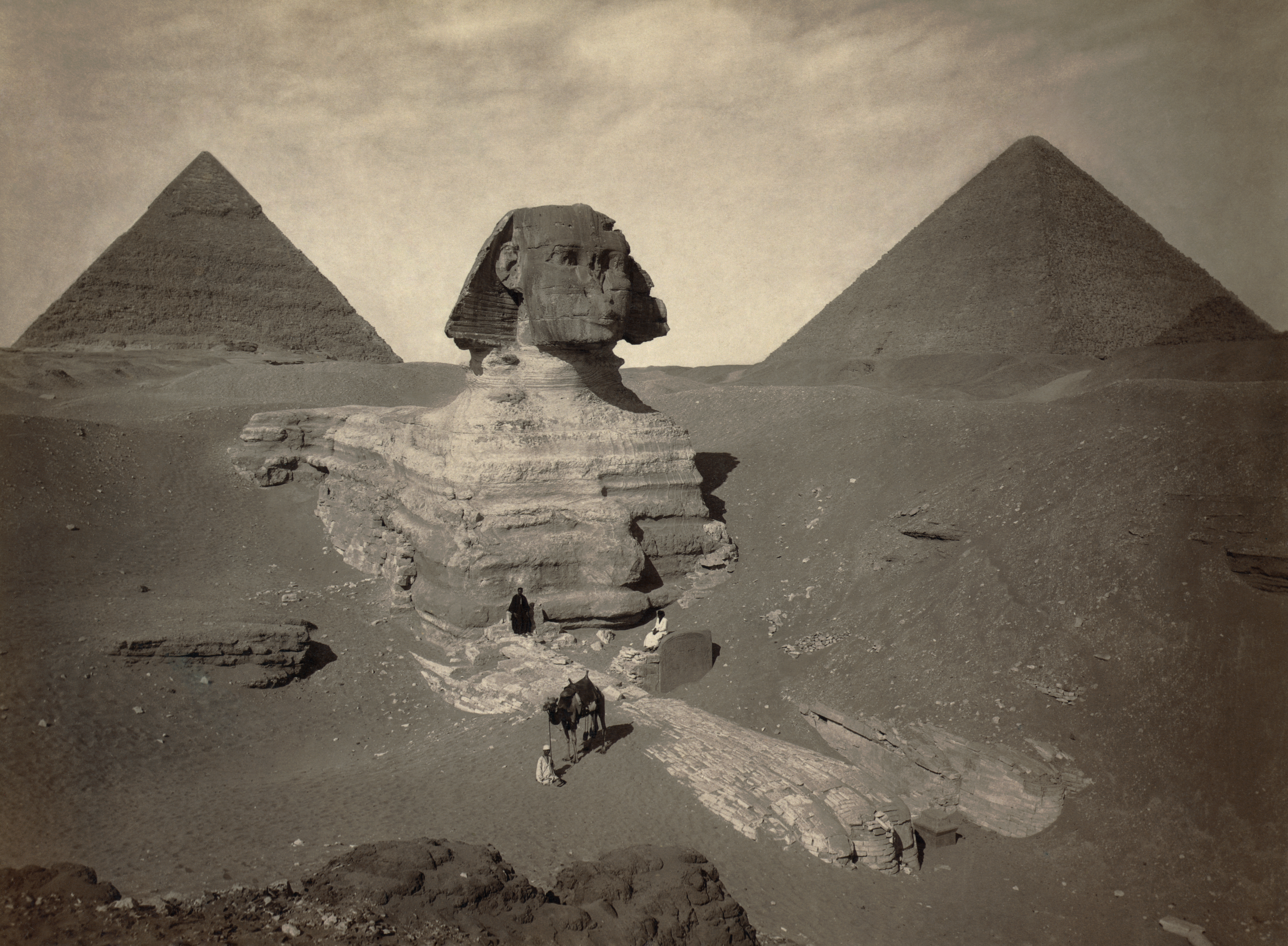
تنقيب جزئيً عن تمثال أبو الهول، بين عامي 1867 و 1899